# Semikolon
Das Semikolon (lateinisch-griechisch „halbes Kolon“; Mehrzahl: Semikola oder Semikolons) oder der Strichpunkt − geschrieben: ; − ist ein Satzzeichen zur Verbindung zweier gleichrangiger Sätze oder Wortgruppen. Es bewirkt eine stärkere Trennung als das Komma, aber eine schwächere als der Punkt. Nach einem Semikolon wird nach der deutschen Rechtschreibung klein weitergeschrieben, sofern kein Substantiv oder ein aus anderen Gründen groß zu schreibendes Wort folgt, etwa Eigennamen.
Beispiele:
- „Er kam nach Hause; seine Schwester war noch nicht da.“
- „Zum Nachtisch gab es Äpfel, Bananen und Kirschen; rote Grütze und Vanillecreme; Plätzchen, Kuchen und Törtchen.“

Im Griechischen dient der Strichpunkt als Fragezeichen (ερωτηματικό) – als Semikolon dient der hochgesetzte Punkt. Im Unicode-System sind dabei die Zeichen U+0387 greek ano teleia und U+00B7 middle dot kanonisch äquivalent, normalerweise wird also das Letztere benutzt.

## Begriff
In der südlichen Hälfte des deutschen Sprachraums (bis und mit Saarland und Ostbelgien; Rheinland-Pfalz nur teilweise) wird das Zeichen Strichpunkt genannt, in Nord- und großteils Mitteldeutschland heißt es Semikolon. Schottelius nannte es „Strichpünctlein“, Adelung „Strichpunct“.

## Herkunft
Nach Angabe der Literaturwissenschaftlerin Florence Hazrat wurde das Semikolon „durch den venezianischen Meisterdrucker Aldus Manutius im Jahr 1492“ erfunden.

## Verwendung in der deutschen Rechtschreibung
Mit dem Semikolon können gleichrangige (nebengeordnete) Teilsätze oder Wortgruppen voneinander abgegrenzt werden. Das Semikolon drückt einen höheren Grad der Abgrenzung aus als ein Komma und einen geringeren Grad als ein Punkt.

### Gleichrangige Hauptsätze
Grundsätzlich bestimmt der Autor, wie eng er diese Hauptsätze aneinanderbinden will, ob er sie also durch Komma, Semikolon oder Punkt voneinander abgrenzen will; enthalten diese Sätze ihrerseits Kommata, so liegt es nahe, sie durch Semikolon zu trennen, wenn der Punkt als zu starke Zäsur erscheint.
Beispiele aus den amtlichen Rechtschreibregeln:
„Im Hausflur war es still; ich drückte erwartungsvoll die Klingel.“ – „Meine Freundin hatte den Zug versäumt; deshalb kam sie eine halbe Stunde zu spät.“ – „Stefan wünscht sich schon lange einen Hund; aber seine Eltern dulden keine Tiere in der Wohnung.“ – „Die Angelegenheit ist erledigt; darum wollen wir nicht länger streiten.“ – „Wir müssen uns überlegen, mit welchem Zug wir fahren wollen; wenn wir den früheren nehmen wollen, müssen wir uns beeilen.“
Weitere Beispiele:
„Keiner ist bestellt, sich selbst zu richten; denn selten schätzt er recht, was er getan, und was er tut, weiß er fast nie zu schätzen.“ (Goethe) – „Iss, was gar ist; trink, was klar ist; sprich, was wahr ist; lieb, was rar ist!“

### Aufzählungen
In Aufzählungen können gleichrangige Wortgruppen gleicher Struktur durch Semikolon voneinander getrennt werden.
- Gegenüber einer Trennung nur durch Kommata kann damit die gesamte Aufzählung in Gruppen verwandter Begriffe gegliedert werden.

Beispiel aus den amtlichen Rechtschreibregeln:
- „Unser Proviant bestand aus gedörrtem Fleisch, Speck und Rauchschinken; Ei- und Milchpulver; Reis, Nudeln und Grieß.“

Weitere Beispiele:
- „In unserem Garten wachsen: Marillen-, Kirsch-, Zwetschgen-, Birn- und Apfelbäume; Ribisel-, Stachelbeer- und Himbeersträucher; Salat, Zwiebeln und Bohnen.“ – „Zu den Parallelogrammen gehören das Quadrat; Rauten oder Rhomben; Rechtecke oder Orthogone.“

Insbesondere, wenn die aufgezählten Wortgruppen ihrerseits Kommata enthalten, sollte die Gliederung der gesamten Aufzählung durch Semikola hervorgehoben werden. Beispiel:
- „Wir haben: Eier und Speck; Eier, Bratwurst und Speck; Eier und Spam; Eier, Speck und Spam; Eier, Speck, Bratwurst und Spam; […]; Hummer Thermidor an Crevetten mit Sauce à la Mornay, garniert mit Trüffelpastete, Brandy und einem Spiegelei obendrauf und Spam.“[5]

Heute wird das Semikolon oft in listenförmigen Aufzählungen verwendet, in denen am Anfang eines jeden Listenpunktes ein Aufzählungszeichen benutzt wird und die einzelnen aufgezählten Elemente komplexe Nebensätze sind.

## Das Semikolon in der Informatik und Mathematik
Das Semikolon hat in ASCII, ISO 8859 und Unicode den Zeichencode 3Bhex, in allen EBCDIC-Varianten den Code 5Ehex.
In vielen Programmiersprachen dient das Semikolon als Trennzeichen und schließt Anweisungen ab (Beispiel: C, Java) oder trennt Anweisungen voneinander (Beispiel: Algol 68, Pascal). Dies gilt ebenso für die im Internetumfeld verwendeten Skriptsprachen PHP, JavaScript (nur optional) sowie die deklarative Sprache CSS. Daran erkennt der Parser, welche Zeichen zu einer Anweisung gehören. In vielen Assemblersprachen schließt ein Semikolon den Anweisungsteil einer Zeile ab; der Rest der Zeile stellt einen Kommentar dar und wird vom Parser ignoriert.
Das Semikolon wird auch in Listen als Trennzeichen genutzt, insbesondere, wenn die Listenelemente selbst Kommata enthalten können. So verlangen beispielsweise manche E-Mail-Klienten, dass mehrere Adressen in einem Eingabefeld durch Semikola getrennt werden; das Tabellenkalkulationsprogramm Microsoft Excel verlangt in der deutschen Version, die das Komma als Dezimaltrennzeichen verwendet, dass Funktionsargumente durch Semikola getrennt werden. Ebenso nimmt es für CSV-Dateien nicht Kommata (wie der Name Comma-Separated Values andeutet), sondern ebenfalls Semikola.
In Prolog dient das Semikolon als Operator. Es wirkt als logische Disjunktion, wogegen das Komma als logische Konjunktion verstanden wird.
In INI-Dateien leitet ein Semikolon einen Kommentar bis zum Zeilenende ein.
In der Mathematik wird das Semikolon für Mengen benutzt, in denen Dezimalzahlen vorkommen, um Verwechslungen und Missverständnisse zu verhindern, beispielsweise: L = {1,5; 2; 3; 3,5} ≠ {1,5; 2,3; 3,5}.

## Das Semikolon in der Psychologie
Das Semikolon dient in der Psychiatrie und Psychologie oftmals als Zeichen der Suizidprävention und Awarenessarbeit. So wird es von Menschen, die einen Suizid in ihrem Umfeld erlebt haben, aber auch von Menschen, die selbst versucht haben, sich das Leben zu nehmen, oder etwa Gedanken daran hatten, verwendet. Es findet sich beispielsweise in den sozialen Medien wieder. 
Das US-amerikanische Project Semicolon ist eine gemeinnützige Organisation, die sich der Suizidprävention verschrieben hat. Der Ursprung des Semikolons als Satzzeichen leitet auch die Bedeutung in der Psychologie her. Der Autor eines Textes hätte einen Satz bereits beenden können; er hat sich mit der Verwendung des Semikolons aber dafür entschieden, ihn fortzusetzen. Übertragen ist das Semikolon ein Zeichen dafür, sein Leben weiterzuführen.

## Einzelbelege
1. 1 2  
Eintrag: Semikolon/Strichpunkt (Frage 3l). In: Atlas zur deutschen Alltagssprache. 14. Januar 2012, abgerufen am 28. November 2019 (Projekt von Universität Lüttich und Universität Salzburg).
2. ↑  Unicode Standard 12.1: Unicode Character Code Charts: Greek and Coptic. Unicode, Inc. (englisch; PDF: 333 kB. 5 Seiten auf unicode.org)
3. ↑  Florence Hazrat: Das Ausrufezeichen. Eine rebellische Geschichte. HarperCollins, Hamburg 2024, ISBN 978-3-365-00488-3, S. 83 (englisch: An admirable Point. A Brief History of the Exclamation Mark! 2022. Übersetzt von Stephan Pauli).
4. ↑  Institut für Deutsche Sprache (IDS): Deutsche Rechtschreibung: Regeln und Wörterverzeichnis. Aktualisierte Fassung des amtlichen Regelwerks entsprechend den Empfehlungen des Rats für deutsche Rechtschreibung 2016. Mannheim 2018, S. 90: § 80 (PDF: 936 kB, 105 Seiten auf rechtschreibrat.com).
5. ↑  Entnommen dem 1970er-Sketch Spam der britischen Komikergruppe Monty Python.
6. ↑  Unicode Standard 12.1: Unicode Character Code Charts: C0 Controls and Basic Latin. Unicode, Inc. (englisch; PDF: 445 kB. 6 Seiten auf unicode.org)
7. ↑  Website Project Semicolon. Abgerufen am 13. April 2023 (englisch).